# Deniz Undav
Deniz Undav (* 19. Juli 1996 in Varel) ist ein deutscher Fußballspieler. Er spielt seit August 2023 für den VfB Stuttgart.

## Herkunft und Privatleben
Undav wurde in Varel im niedersächsischen Landkreis Friesland geboren und wuchs in Achim (Niedersachsen), auf. Seine Familie hat kurdisch-jesidische Wurzeln und stammt – zumindest väterlicherseits – aus der Nähe der Stadt Viranşehir in der Provinz Şanlıurfa im Südosten der Türkei, die Mutter hat einen syrischen Pass. Er selbst hat sowohl die deutsche als auch die türkische Staatsbürgerschaft.
Undav absolvierte eine Ausbildung zum Maschinenführer.
Im November 2021 heiratete er in seiner Heimatstadt Achim seine langjährige Freundin. Im August 2024 wurde er Vater einer Tochter.

## Karriere

### Vereine
Nach seinen Anfängen in der Jugend seines Heimatvereins TSV Achim wurde Undav ab der D-Jugend in den Jugendabteilungen von Werder Bremen, des SC Weyhe sowie des TSV Havelse ausgebildet. In Bremen konnte sich Undav eigenen Aussagen zufolge aufgrund seiner vergleichsweise geringen Größe nicht durchsetzen. Für Havelse kam er in der Saison 2014/15 in der Regionalliga Nord zu seinen ersten Einsätzen im Herrenbereich. Ab der Folgesaison war er Stammspieler und bester Torschütze und konnte 32 Treffer sowie 14 Vorlagen beisteuern. In der Folge erhielt er jedoch kein Angebot eines größeren Vereins und dachte zeitweise daran, seine Laufbahn zu beenden.
Zur Saison 2017/18 bekam der Stürmer dann aber seine Chance und wechselte zu Eintracht Braunschweig. Eine Schienbeinverletzung, die ihn drei Monate außer Gefecht setzte, verhinderte aber letztendlich ein Engagement für die erste Mannschaft, weshalb er nach seiner Genesung nur für die zweite Mannschaft in der Regionalliga spielte. In der Rückrunde schoss Undav neun Tore und bereitete vier Treffer vor, womit er noch zum zweitbesten Scorer hinter Ahmet Canbaz wurde. Zur Saison 2018/19 verließ Undav Braunschweig, nachdem die U23 in die Oberliga abgestiegen war und schloss sich dem SV Meppen an, bei dem er einen Zweijahresvertrag unterschrieb. Obwohl er viel Spielzeit erhielt, fiel ihm die Gewöhnung an die 3. Liga schwer und am Saisonende stand er bei sechs Saisontoren. Das Endspiel des Landespokals verlor er mit den Meppenern gegen die SV Drochtersen/Assel. In der Spielzeit 2019/20 konnte Undav endlich an seine erfolgreichen Regionalligazeiten anknüpfen und war mit 30 Scorerpunkten beinahe an der Hälfte aller Meppener Ligatore direkt beteiligt. Bereits vor Saisonende gab der SV Meppen Anfang April 2020 bekannt, dass Undav seinen auslaufenden Vertrag nicht verlängern und zur Saison 2020/21 in die zweite belgische Liga zu Royale Union Saint-Gilloise wechseln würde.
Im Vorfeld des vorletzten Drittligaspieltags kündigte Undav an, Deutschland vorzeitig zu verlassen, um Royale Unions Trainingsstart nicht zu verpassen. Darüber hinaus sollte der „Versicherungsschutz nicht klar definiert“ gewesen sein. Doch kurze Zeit später, nachdem alles geklärt worden war, unterschrieb Undav einen Vertrag bis 2023. In seiner ersten Spielzeit traf der Stürmer in 26 Partien (bei 28 möglichen Spielen) 17 Mal und war damit einer der Garanten für Saint-Gilloises Aufstieg in die Division 1A. Beispielsweise schoss der Stürmer beim 3:2 gegen den Lommel SK alle drei Tore selbst. In der höchsten belgischen Spielklasse machte Undav dort weiter, wo er aufgehört hatte und beteiligte sich an 40 Saisontreffern seines Vereins. Das erste Mal als Profi traf er hierbei auch viermal, als man den KV Oostende in dessen eigenem Stadion mit 7:1 besiegte. Ende Januar 2022 wurde Undav von Brighton & Hove Albion aus der Premier League bis zum 30. Juni 2026 unter Vertrag genommen, verblieb jedoch bis zum Ende der Saison 2021/22 bei Royale Union. Mit dem Verein wurde er Vizemeister hinter dem FC Brügge, nachdem drei von sechs Partien der Meisterrunde verloren gingen. Allerdings konnte Undav eine persönliche Auszeichnung entgegennehmen, nachdem er mit seinen 26 Saisontreffern Torschützenkönig geworden war. Außerdem wurde er im Rahmen der Pro League Awards als Belgiens Profifußballer des Jahres ausgezeichnet.
Zur Saison 2022/23 erfolgte schließlich sein Wechsel nach England zu Brighton & Hove Albion. Bei Brighton hatte er im Sturm allerdings das Nachsehen gegenüber Danny Welbeck, Leandro Trossard und Evan Ferguson. Erst Ende April 2023 gelang es dem Deutschtürken, nachhaltig auf sich aufmerksam zu machen, als er beim 6:0-Erfolg Brigthons über die Wolverhampton Wanderers zwei Tore schoss. In der Folge erhielt er drei weitere Startelfmandate und erzielte drei Treffer.
Zum Saisonbeginn 2023 kehrte Undav nach Deutschland zurück und wechselte auf Leihbasis für eine Spielzeit zum VfB Stuttgart in die Bundesliga. Die ersten vier Saisonspiele verpasste der Stürmer in Folge einer Knieverletzung und nach einigen kurzen Eingewöhnungseinsätzen entwickelte er sich rasch zum Stammspieler, lief entweder als hängende Spitze oder zweiter Mittelstürmer neben Serhou Guirassy auf. Gemeinsam war das Sturmduo für weit mehr als die Hälfte der 78 Stuttgarter Ligatore verantwortlich, nur zwei weitere Vereine erzielten noch mehr Treffer.
Die Saison 2023/24 beendeten die Stuttgarter schließlich hinter Bayer 04 Leverkusen als Vizemeister, noch vor dem FC Bayern München, errangen hierbei sogar drei Punkte mehr als in ihrer letzten Meistersaison 2006/07 und konnten sich damit nach 14 Jahren wieder für die Champions League qualifizieren. Im Saisonverlauf hatte man unter anderem wichtige Duelle mit direkten Konkurrenten wie Borussia Dortmund (2:1 und 1:0), FC Bayern München (3:1 in der Rückrunde) oder Leipzig (5:2 in der Rückrunde, wobei Undav dreimal traf) für sich entscheiden können und hielt sich bis zum 29. Spieltag sogar noch die Möglichkeit auf den Gewinn des Meistertitels offen.
In der Sommerpause 2024 zog der VfB Stuttgart die Kaufoption, allerdings konterte dies Brighton & Hove Albion umgehend mit einer Rückkaufoption. Undav äußerte während der Verhandlungen zwischen den beiden Vereinen über einen endgültigen Wechsel: „Ich fühle mich wohl in Stuttgart. Ich habe von Brighton nie richtig Wertschätzung bekommen über das Jahr, als ich weg war. (...) Jetzt verhandeln die halt jeden Tag. Mal schauen, was passiert.“ Eine Rückkehr nach Brighton wäre für ihn „bitter und schade“, allerdings merkte er auch an, dass es Schlechteres gäbe, als in der Premier League zu spielen und er Brighton & Hove Albion auch viel zu verdanken habe. Anfang August 2024 einigten sich die Vereine auf einen Transfer. Undav, der sich nach der Europameisterschaft 2024 im Urlaub befand und nicht nach England zurückgekehrt war, unterschrieb einen Vertrag bis zum 30. Juni 2027.

### Nationalmannschaft
Im März 2024 wurde Undav von Bundestrainer Julian Nagelsmann für die Testländerspiele gegen Frankreich und die Niederlande erstmals für die deutsche Nationalmannschaft nominiert. Beim 2:0-Sieg in Frankreich am 23. März 2024 wurde er in der 80. Minute eingewechselt und gab damit im Alter von 27 Jahren sein Länderspieldebüt.
Zwei Monate später wurde er von Nagelsmann in den Kader für die Europameisterschaft 2024 im eigenen Land berufen. Bei dieser hatte er das Nachsehen gegenüber Kai Havertz sowie Niclas Füllkrug und kam zu einem Kurzeinsatz in der Gruppenphase. Deutschland schied im Viertelfinale aus dem Wettbewerb aus. Undav gelang am 10. September 2024 beim 2:2 im Nations-League-Gruppenspiel in der Liga A in Amsterdam gegen die Niederlande sein erstes Länderspieltor.

## Titel
Vereine
- Deutscher Pokalsieger: 2025 (VfB Stuttgart)
- Belgischer Zweitligameister und Aufstieg in die Division 1A: 2021 (Royale Union Saint-Gilloise)

Individuell
- Torschützenkönig der belgischen Pro League („Goldener Bulle“): 2021/22
- Belgiens Profifußballer des Jahres: 2022
- VDV-Newcomer der Saison: 2023/24
- Spieler des Monats der Bundesliga (2): November 2023, Januar 2024